# Opera Nazionale dell'Ucraina
Il gruppo dell'Opera di Kiev fu fondato ufficialmente nell'estate del 1867 ed è il terzo più antico in Ucraina, dopo il Teatro Nazionale di Odessa e l'Opera di Leopoli. Oggi, la Compagnia dell'Opera di Kiev si esibisce al Teatro dell'Opera Nazionale dell'Ucraina intitolato a Taras Ševčenko a Kiev.

## Storia

### Storia antica: 1867 - XX secolo

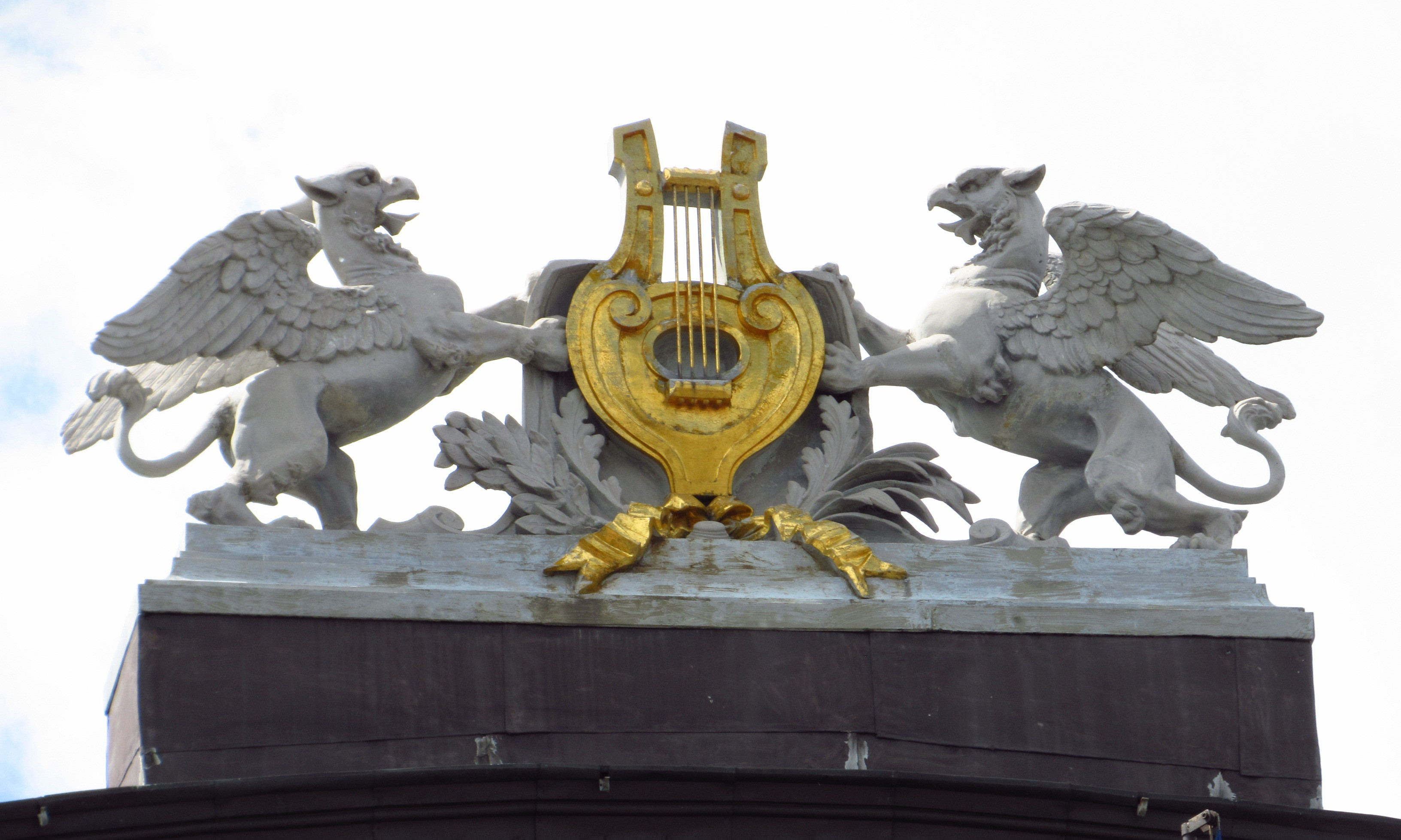
Grifoni in cima all'edificio

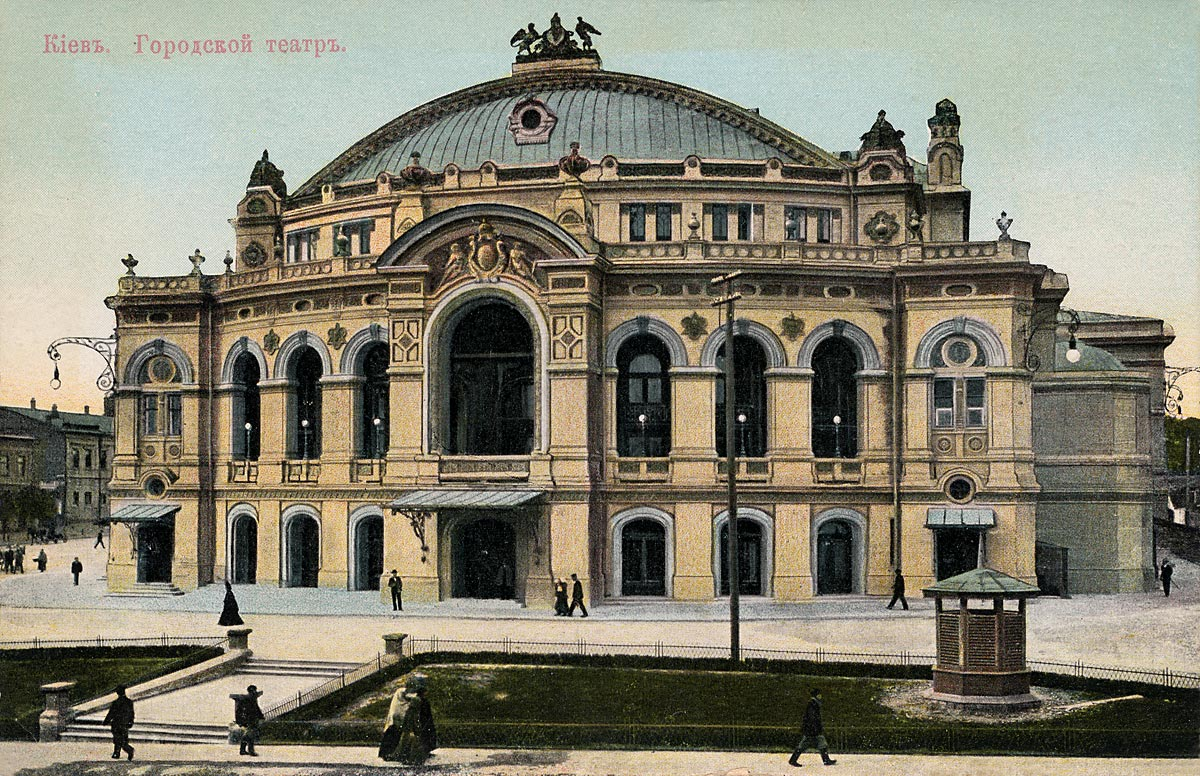
Il teatro della città di Kiev nei primi del 1900.

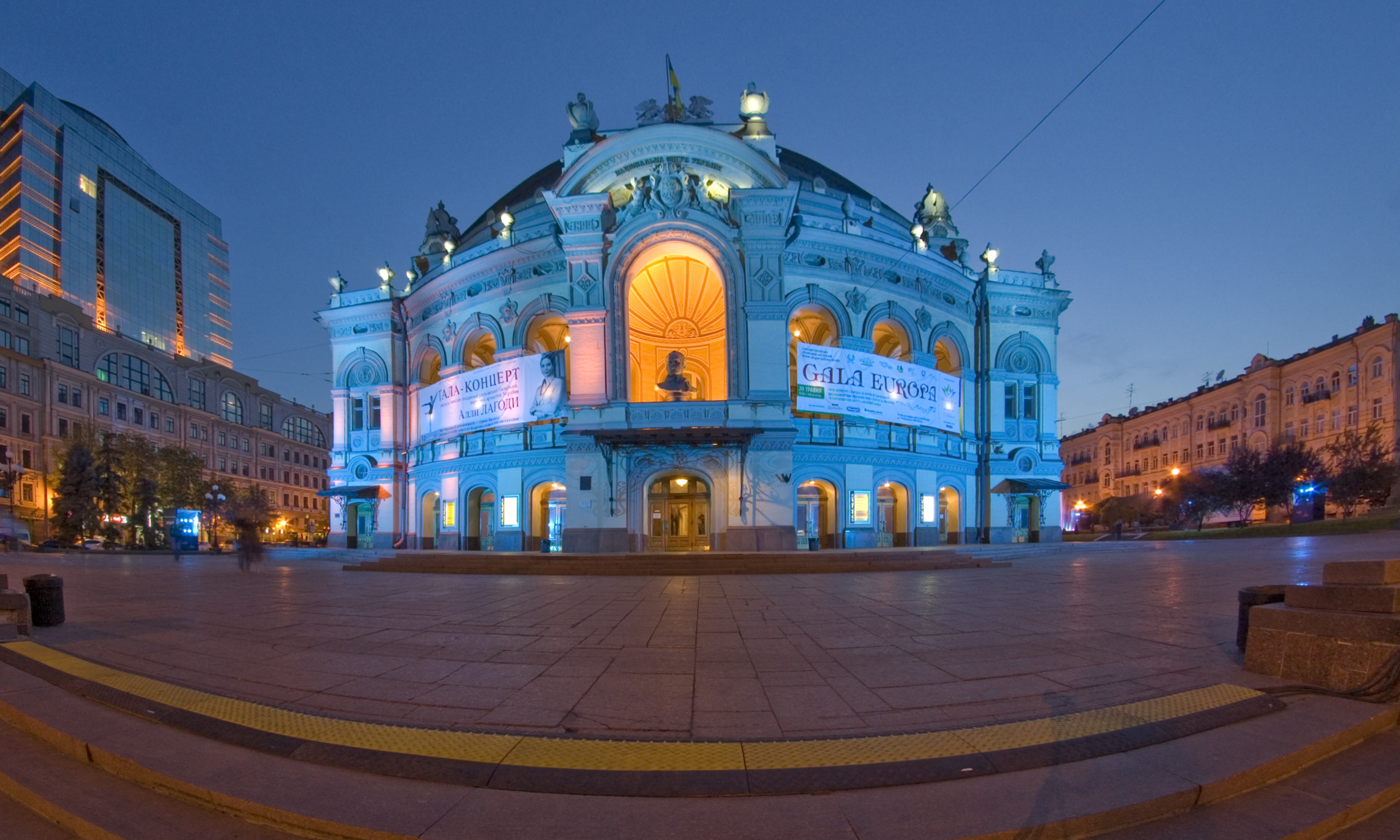
Il Teatro dell'Opera Nazionale Ucraino Taras Shevchenko a Kiev.

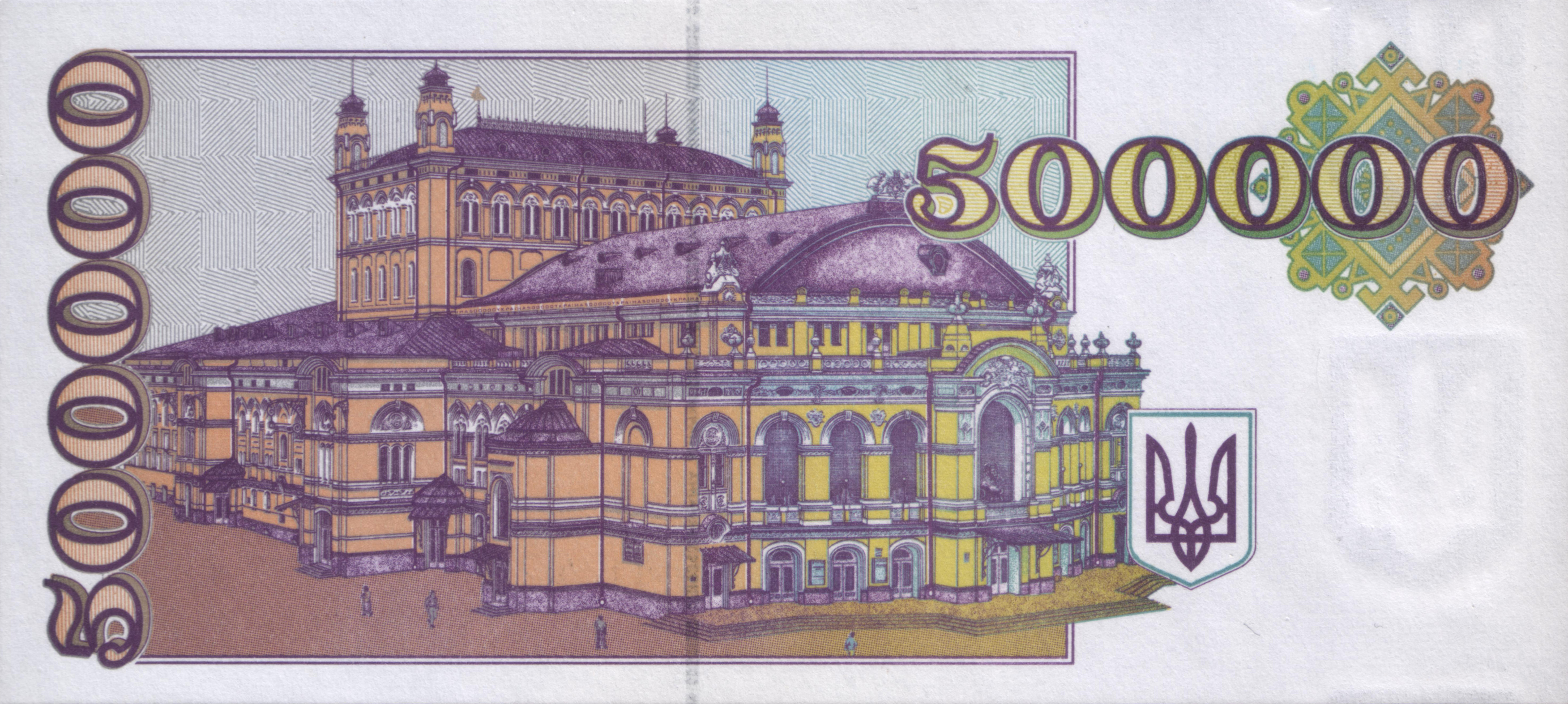
Opera rappresentata sul Karbovanec' ucraino negli anni '90.

Fu fondata nell'estate del 1867 da Ferdinand Berger (? - 1875). Berger riuscì a invitare molti cantanti, musicisti e direttori di talento e il consiglio comunale (duma) offrì alla compagnia appena creata la possibilità di utilizzare il Teatro della Città (costruito nel 1856, architetto I. Shtrom) per le loro esibizioni. Ufficialmente il teatro fu chiamato il Teatro della Città, ma veniva più comunemente indicato come l'Opera russa. Il giorno della prima rappresentazione, l'8 novembre 1867 (27 ottobre vecchio calendario), si fece festa in città. L'esecuzione dell'opera La tomba di Askold di Alexey Verstovsky fu il debutto della compagnia. Il successo iniziale è attribuito alle doti vocali dell'epoca di O. Satagano-Gorchakova, F. L'vov, M. Agramov, ma anche all'accattivante trama tratta da alcune pagine principali della storia antica della città.
Le prime rappresentazioni furono per lo più opere russe, tra cui Ruslan e Ludmila di Mikhail Glinka, Rusalka di Aleksandr Dargomyžskij, Maccabees di Anton Rubinštejn e The Power of the Fiend di A. Serov, oltre a opere europee tradotte tra cui Il barbiere di Siviglia di Rossini, Le nozze di Figaro di Mozart, Il franco cacciatore di Webern, Lucia di Lammermoor di Donizetti e le opere di Giuseppe Verdi, che divennero le favorite di Kyivites.
Il 4 febbraio 1896, dopo una rappresentazione mattutina di Eugenio Onegin di Čajkovskij, nel teatro scoppiò un incendio da una candela non spenta. L'incendio consumò l'intero edificio in poche ore. Una delle più grandi biblioteche musicali d'Europa insieme a numerosi costumi e oggetti di scena di molti spettacoli furono andati persi durante l'incendio. Dopo l'incendio del teatro cittadino, la compagnia si esibì su altri palcoscenici per diversi anni, tra cui il teatro di Bergonie (ora Teatro Nazionale del Dramma Russo intitolato a Lesya Ukrainka), il Teatro Solovtsov (ora Teatro Nazionale intitolato a Ivan Franko) e persino nell'arena del famoso Circo Krutikov.

## Inizio del XX secolo
Dopo l'incendio il Comune aveva indetto il concorso internazionale per la progettazione di un nuovo edificio per il Teatro dell'Opera di Kiev. La proposta vincente fu quella di Victor Schröter. L'esterno era stato progettato in stile neorinascimentale e aveva tenuto conto delle esigenze degli attori e degli spettatori. L'interno fu ridisegnato in stile classico e chiamato Modernismo viennese. Il suo più grande successo però è considerato il palcoscenico, uno dei più grandi in Europa, progettato secondo i più recenti standard ingegneristici.

Il 29 settembre 1901 (data vecchio stile 16 settembre), ebbe luogo la solenne inaugurazione della nuova sede del teatro con l'esecuzione della cantata Kiev del compositore Wilhelm Hartweld (1859-1927) e la presentazione dell'opera Una vita per lo Zar di M. Glinka.

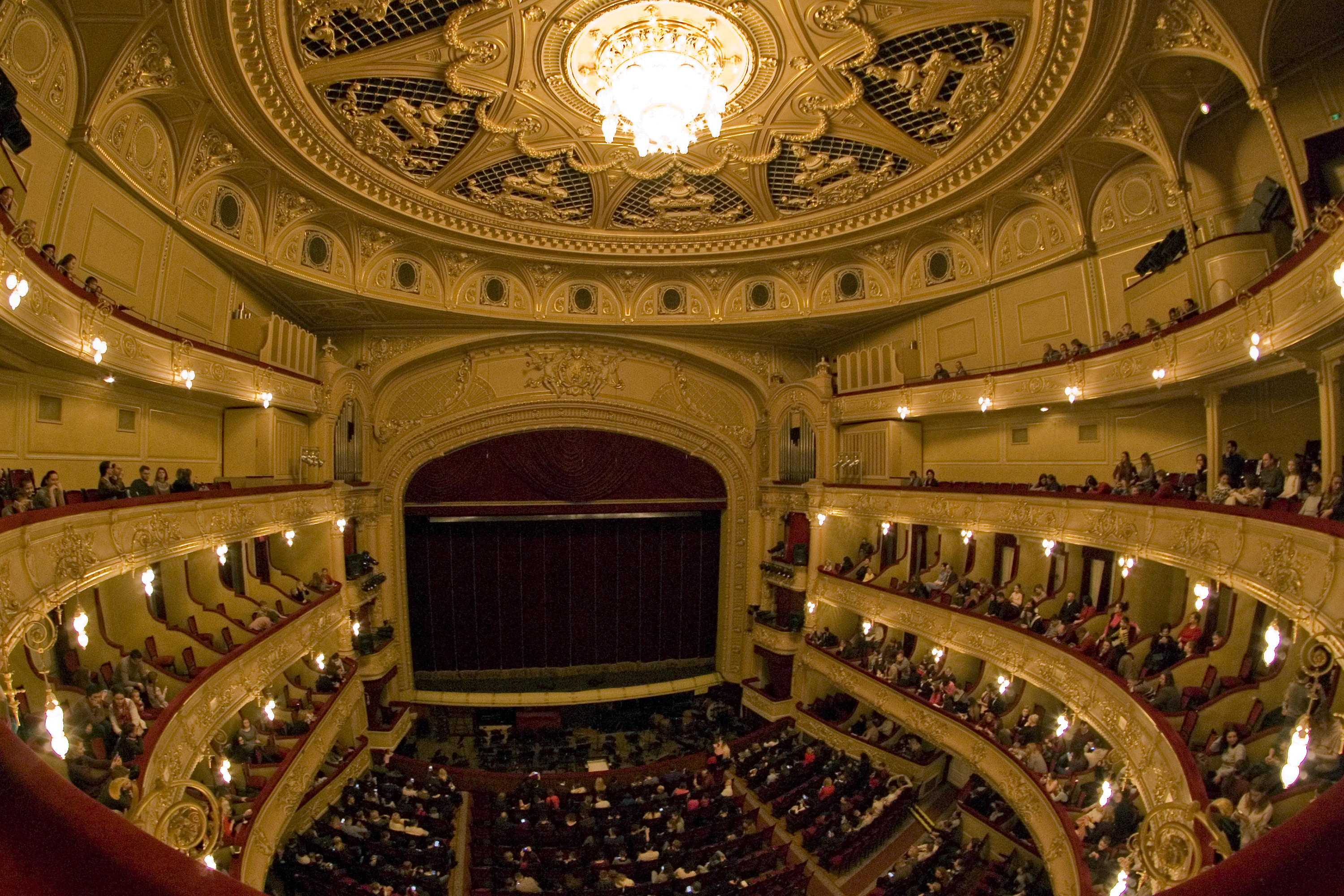
Interno dell'Opera

Il 14 settembre 1911 (data vecchio stile 1 settembre), fu eseguita all'Opera Nazionale dell'Ucraina La fiaba dello zar Saltan di Rimskij-Korsakov alla presenza dello Zar e delle sue due figlie maggiori, le Granduchesse Olga e Tatiana. Il teatro era occupato da 90 uomini arruolati come guardie interne. Durante l'intervallo di uno spettacolo il primo ministro Pëtr Stolypin fu ucciso. Secondo Alexander Spiridovich, dopo il secondo atto "Stolypin era in piedi davanti alla rampa che separa il parterre dall'orchestra, con le spalle al palco. Alla sua destra c'erano il Barone Freedericks e il Generale Suhkomlinov". La sua guardia del corpo personale era andata a fumare. Stolypin fu colpito due volte, una al braccio e una al petto da Dmitrij Bogrov, un rivoluzionario di sinistra, che cercava di riabilitarsi. Bogrov scappò da una delle uscite e fu successivamente catturato. "Egli [Stolypin] si voltò verso il palco imperiale, poi vedendo lo Zar che era entrato nel palco, fece un gesto con entrambe le mani per dire allo Zar di tornare indietro." L'orchestra iniziò a suonare "Dio salvi lo Zar". I medici speravano che Stolypin si riprendesse, ma, nonostante non abbia mai perso conoscenza, le sue condizioni peggiorarono. Il giorno dopo lo zar in difficoltà si inginocchiò al capezzale dell'ospedale di Stolypin e continuò a ripetere le parole "Perdonami". Stolypin morì tre giorni dopo.
Nel primo decennio del XX secolo, il Teatro dell'Opera di Kiev ha attirato i più importanti cantanti ucraini e russi, tra cui O. Petlyash, P. Tsecevich, K. Voronets, M. Medvedev, K. Brun, O. Mosin e O. Kamionsky e le più famose star dell'opera occidentale venivano spesso in tournée. Sul palco si svolgevano diverse rappresentazioni insolite per l'epoca: La Valchiria di Wagner, Sadko di Rimsky-Korsakov e Mefistofele di Arrigo Boito.

## Stato ucraino
Nel 1917 il teatro dell'opera fu utilizzato non solo per l'arte ma anche per congressi. In particolare nel 1917 si tenne nel Teatro dell'Opera il Secondo Congresso militare Pan-ucraino, noto per essere stata la prima proclamazione Universale del Consiglio Centrale Ucraino.
Essendo all'epoca Stato ucraino, l'Opera di Kiev era chiamata Teatro dell'Opera e del Dramma Ucraino. Le opere liriche furono messe in scena in traduzione ucraina, in particolare nel 1918 furono messe in scena: Faust, La traviata, La Boheme, Madame Butterfly ed altre. Sulla stampa ucraina fu scritto che l'Opera di Stato ucraina aveva tutte le ragioni e le potenzialità per diventare uno dei migliori teatri del suo tempo, mentre avvertiva che "l'Opera di Stato ucraina non dovrebbe ripetere la storia dei teatri statali di Pietrogrado, che hanno portato cultura straniera e cultura cittadina…”, sottolineando che era necessario “organizzare la struttura dell'opera artisticamente forte, nazionale e culturale”.

## Epoca sovietica
Dopo l'annessione dell'Ucraina all'Unione Sovietica, il teatro fu nazionalizzato e chiamato Teatro dell'Opera di Stato K. Liebknecht. Nel 1926 fu ribattezzata come Opera Accademica Statale Ucraina di Kiev e, nel 1934, quando Kiev fu restituita allo status di capitale, Teatro Accademico dell'Opera e del Balletto dell'URSS. Nel 1936 il teatro fu insignito dell'Ordine di Lenin e nel 1939 fu intitolato a Taras Ševčenko.
Secondo il Decreto del Commissario del Popolo del 1926 tutte le opere furono rappresentate in lingua ucraina. Ciò ispirò la fondazione del pieno valore della cultura ucraina e della lingua ucraina. La tradizione di eseguire l'opera nelle traduzioni ucraine si affermò fino ai primi anni '90.
Nel 1981 fu eseguita la prima mondiale di un balletto basato sulla vita di Olga di Kiev per commemorare il 1500º anniversario della città.

## 1990 - 2010
Nel 1991-1999 l'Opera Nazionale era diretta da Anatoliy Mokrenko. In questo momento il teatro stava gradualmente iniziando ad abbandonare le traduzioni in lingua ucraina, il che fu spiegato dalle difficoltà economiche e dalla necessità di attività itineranti per la sopravvivenza degli artisti.